# Silk Cut
Silk Cut è una marca di sigarette a basso contenuto di catrame prodotta dal Gallaher Group. L'imballaggio è caratterizzato da un peculiare pacchetto bianco con il nome della marca scritto in un quadrato viola.
Il tabacco costituisce solamente il 75% del contenuto; il resto è Cytrel, un succedaneo del tabacco a base di cellulosa.
Il marchio è cresciuto in popolarità nel mondo durante gli anni settanta e gli anni ottanta quando divennero risaputi i rischi di fumare sigarette e i consumatori passarono a marche con un contenuto più basso di catrame. Con 5mg di catrame, le Silk Cut contenevano circa la metà del contenuto delle marche più forti come la Benson & Hedges o Marlboro e la marca apparve più attraente per i fumatori, specialmente le donne. 

## Campagna pubblicitaria
La marca fu contraddistinta da un'intelligente campagna pubblicitaria, concepita da Saatchi & Saatchi, che debuttò nel 1984. I messaggi pubblicitari mostravano forbici che tagliavano della seta, in risposta alle costrizioni sulle pubblicità di tabacco in cui non doveva vedersi il prodotto reale (e in particolar modo, in una particolare immagine viene ritratto un paio di forbici chirurgiche). I messaggi successivi si basavano su immagini sempre più scure, in cui l'unico indizio per capire quale fosse il prodotto pubblicizzato erano i colori bianco e viola o un riferimento alla seta con un taglio al suo interno. Le pubblicità furono un successo e le vendite di Silk Cut crebbero vertiginosamente. 
Silk Cut per un certo periodo fu anche lo sponsor principale della Challenge Cup di rugby a 13 e la competizione fu nota come Silk Cut Challenge Cup. Anche le Jaguar vincitrici del Campionato mondiale sportprototipi e della 24 Ore di Le Mans dal 1987 al 1991 erano contraddistinte dalla inconfondibile livrea viola. 
Quando in molti paesi divenne illegale pubblicizzare tabacco e i suoi derivati la campagna pubblicitaria venne interrotta. Negli anni novanta Silk Cut era la marca più venduta nel Regno Unito. Le vendite sono poi diminuite come per tutte le marche a basso budget poiché è aumentata la tassa sul tabacco. Nel tentativo di opporsi a ciò, i produttori hanno risposto nel nuovo millennio introducendo angoli smussati a pacchetti ridisegnati con spessore normale e presentando il loro prodotto come le prime sigarette slim del Regno Unito, nonostante non fosse la verità, dato che More, Karelia e Vogue erano già disponibili nella maggior parte delle tabaccherie. Le Capri sono state disponibili nel Regno Unito fino a metà degli anni novanta.  
Le Silk Cut sono disponibili in commercio anche in una versione con un contenuto inferiore di catrame e in un'altra con un contenuto estremamente ridotto, di soli 0,1 mg. Quando denominazioni come light e a basso contenuto di catrame sono state dichiarate illegali nel Regno Unito per il loro utilizzo nella promozione di tabacco (per paura che inducesse i fumatori a pensare che questi prodotti fossero più sicuri), alcuni commentatori avevano previsto che il nome e la proficua identificazione della Silk Cut come prodotto a basso contenuto di catrame avrebbero avuto effetti favorevoli sulle vendite della marca tra i consumatori più attenti alla salute.  
I livelli più bassi di nicotina delle Silk Cut sono causati dal design del filtro, che ha molti più buchi dei filtri delle tradizionali sigarette, per combinare il fumo con l'aria.

## Curiosità
- Silk Cut è la marca di elezione del personaggio dei fumetti John Constantine, degli scrittori Warren Ellis e Tom Stoppard, di Freddie Mercury e Robbie Williams del personaggio letterario e cinematografico Bridget Jones e sono nominate nel romanzo Destroy di Isabella Santacroce